# Xian de Suiyang
Pour les articles homonymes, voir Suiyang.
Le xian de Suiyang (绥阳县 ; pinyin : Suíyáng Xiàn) est un district administratif du centre de la province du Guizhou en Chine. Il est placé sous la juridiction de la ville-préfecture de Zunyi.

## Démographie
La population du district était de 560 000 habitants en 2017.